# AIX 커넥트
AIX 커넥트는 인도 벵갈루루에 거점을 두고 있는 저비용 항공사로 본래 에어아시아 인디아(영어: AirAsia India)로 운영되었다. AIX 커넥트는 2014년, 에어아시아와 인도 최대 자동차 생산 기업인 타타그룹의 합작으로 설립된 항공사로 현재는 에어 인디아의 자회사로 편입되었다.

## 역사
2013년, 인도 정부가 인도 항공사들에 대한 외국 투자비율을 49%로 확대를 허가함에 따라 에어아시아는 인도 정부에 인도와의 합작을 통한 항공사 설립을 요청하였다. 이후 에어아시아는 타타그룹과 합작을 통해 에어아시아 인디로 명명한 항공사를 설립하였다. 2014년에는 에어아시아 인디아는 첫 운항을 시작하였으며 수도 델리의 인디라 간디 국제공항을 추가 거점공항으로 확보하여 인도 북부 항공운항의 거점을 확보하였다.
그러나 에어아시아는 2020년 지분 32.67%를 타타그룹에 매각하기로 발표하였고 2022년 모든 지분을 타타그룹에 매각을 완료하였다. 이후 타타그룹은 2023년, 사명을 현재의 사명인 AIX 커넥트로 변경하며 자회사인 에어 인디아 익스프레스와의 합병을 발표하였다. 이에 타타그룹은 AIX 커넥트의 노선, 항공기를 포함한 자산을 에어 인디아 익스프레스에 이전한다.

## 운항 노선
- 2017년 5월 기준으로 AIX 커넥트는 다음과 같은 노선을 운항하고 있다.

## 같이 보기
- 인도의 항공사 목록